# Unseen World
Unseen World è il settimo album in studio del gruppo musicale femminile giapponese Band-Maid, pubblicato nel 2021.

## Tracce
1. Warning! – 4:20
2. No God – 4:10
3. After Life – 3:23
4. Manners – 3:50
5. I Still Seek Revenge. – 3:02
6. H-G-K – 3:07
7. Nightingale (Sayonakidori, サヨナキドリ) – 4:33
8. Why Why Why – 3:37
9. Chemical Reaction – 4:09
10. Giovanni – 4:17
11. Ambition (Honkai, 本懐) – 3:16
12. Black Hole – 3:05
13. Without Holding Back (Instrumental) – 3:33

## Formazione
- Saiki Atsumi – voce (eccetto traccia 7)
- Miku Kobato – chitarra, voce (traccia 7)
- Kanami Tōno – chitarra
- Misa – basso
- Akane Hirose – batteria